# Авл Платорій Непот Апоній Італік Манілліан
Авл Платорій Непот Апоній Італік Манілліан (лат. Aulus Platorius Nepos Aponius Italicus Manilianus; прибл. 85 — після 127) — державний діяч Римської імперії, консул-суффект 119 року.

## Життєпис
Про батьків немає відомостей. За різними відомостями родина Платорія походила з Бетіки, Аквілеї або Іллірії. Службу розпочав на посаді члена колегії вігінтівіратів (займався виконанням рішень суддів). Відзначився під час першої війни Траяна з даками, будучи військовим трибуном XII легіону Фортуни Першонародженої. Брав участь у 105—108 роках при остаточному підкорені Дакії. У 108 році став народним трибуном, у 109—110 роках — куратором Кассієвої, Траянової та Клодієвої дороги.
З 110 до 112 роках був квестором у Македонії. У 113 році брав участь у підкоренні Вірменії. У 114—117 роках воював проти Парфії. У 115 році призначений претором.
У 119 році став консулом-суфектом разом з імператором Адріаном. Того ж року увійшов до колегії авгурів. У 120—121 роках як імператорський легат-пропретор керував провінціями Фракія, 121—122 року — Нижня Германія, 122—127 роках — Британією. За його каденції розпочалося зведення валу Адріана. Про подальшу долю немає відомостей. За деякими відомостями наприкінці правління Адріана потрапив у немилість, був відсторонений від будь-яких посад.